# تام والز
تام والز (انگلیسی: Tom Walls; ۱۸ فوریهٔ ۱۸۸۳ – ۲۷ نوامبر ۱۹۴۹) بازیگر و کارگردان فیلم اهل بریتانیا بود.
وی کارگردان فیلم‌هایی همچون غارت و کار کثیف بوده است.

## درگذشت
والز در سن ۶۶ سالگی در خانه اش در ایول، ساری درگذشت.